# Paolo Gaidano
Paolo Gaidano (Poirino, 28 dicembre 1861 – Torino, 3 febbraio 1916) è stato un pittore italiano.

## Biografia
Futuro maestro, tra gli altri, di Italo Mus e Matteo Olivero, nonché pupillo, a sua volta, dell'industriale Giovanni Melano, suo concittadino, studiò dal 1875 al 1878 all'Accademia Albertina di Torino. Una volta diplomato, ottenne l'incarico della decorazione del Duomo di Carignano (dell'Accademia sarà in seguito membro onorario ed insegnante di disegno e figura).
Per numerose chiese del Piemonte (in particolare del Monferrato) realizzò poi importanti affreschi. In particolare, degno di menzione è quello presente nella Chiesa di Santa Maria Assunta, a Fubine, risalente al 1883).
Successivamente, assolse a numerose altre committenze pittoriche ancora a Torino ed in altre città italiane, con soggetti sia religiosi sia profani. 
Nell'anno 1900 eseguì i pannelli per il Padiglione italiano delle Industrie e delle Arti decorative per l'Esposizione Universale di Parigi. L'anno seguente dipinse le allegorie - ispirate al teatro di William Shakespeare - per il Caffè Royal di Londra.
La produzione artistica di Gaidano comprende anche soggetti di genere e ritratti celebrativi di esponenti di Casa Savoia e di altri personaggi illustri. 
Un suo autoritratto è stato acquisito dal Comune di Torino che gli ha anche intitolato una via in zona Mirafiori Nord.